# Secret Ceremony
Secret Ceremony is een Britse speelfilm uit 1968, geregisseerd door Joseph Losey. De film werd geproduceerd door Universal Pictures. Secret Ceremony was gebaseerd op het gelijknamige boek van de Argentijnse schrijver Marco Denevi. De hoofdrollen werden vertolkt door Elizabeth Taylor, Mia Farrow, Robert Mitchum, Pamela Brown en Peggy Ashcroft. Het scenario was van George Tabori.
Voor de film werden voornamelijk opnames gemaakt in Londen. Daarnaast werden enkele scènes opgenomen in Nederland. Hiervoor werd in mei 1968 gefilmd op het strand en in de duinen tussen Katwijk en Noordwijk en in hotel Huis ter Duin in Noordwijk. 

## Verhaal
Leonora (Taylor), een prostituee, rouwt om de dood van haar dochter, die verdronken is. Ze ontmoet een vreemd meisje, Cenci (Farrow), die een sterke gelijkenis met haar verloren kind heeft. Cenci zelf is getroffen door de grote gelijkenis van Leonora met haar eigen moeder, wier dood de geestelijk onstabiel Cenci niet kan erkennen. De twee vrouwen krijgen een symbiotische relatie. Dan komt Cenci's incestueuze stiefvader Albert op de proppen. Niemand in dit vreemde trio is veilig.

## Rolverdeling
| Acteur           | Personage          |
| ---------------- | ------------------ |
| Elizabeth Taylor | Leonora            |
| Mia Farrow       | Cenci              |
| Robert Mitchum   | Albert             |
| Peggy Ashcroft   | Hannah             |
| Pamela Brown     | Hilda              |
| Robert Douglas   | Sir Alex Gordon    |
| George Howell    | First Cleaner      |
| Penelope Keith   | Hotel Assistent    |
| Roger Lloyd Pack | poetser            |
| Angus MacKay     | vicaris            |
| Michael Strong   | Dr. Walter Stevens |